# Onze-Lieve-Vrouw-ter-Zavelkerk

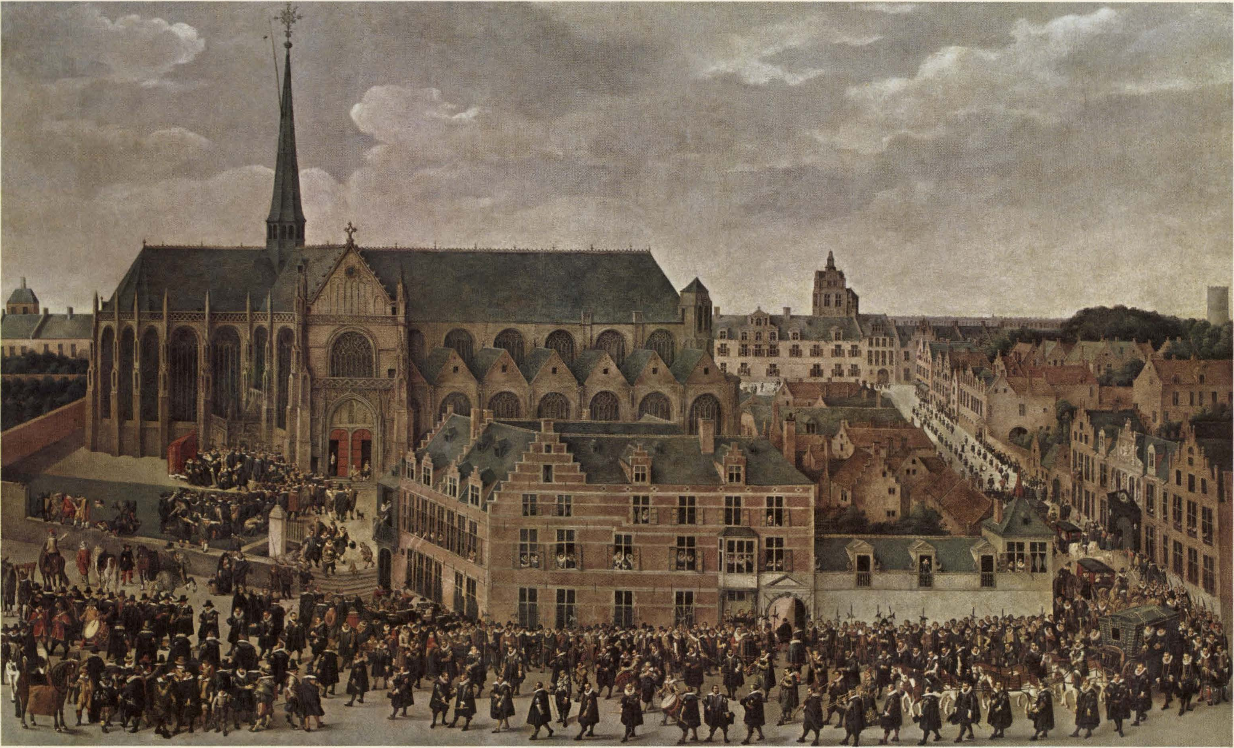
De Zavelkerk in 1615, bij de schieting gewonnen door aartshertogin Isabella

De Onze-Lieve-Vrouw-ter-Zavelkerk is een kerkgebouw in de Belgische hoofdstad Brussel aan de Zavel. Hoewel de kerk bij gebrek aan middelen nooit een toren kreeg, is ze kenschetsend voor de laatgotiek met haar vele vlamvormige elementen en opvallende 14m hoge glasramen.

## Geschiedenis
De Zavel was ooit een grote verlaten vlakte, afgewisseld met waterrijke gebieden, graslanden en zand. Er leefde een kluizenaar en het Sint-Janshospitaal begroef er in de dertiende eeuw de doden voor wie op de eigen kleine begraafplaats geen plaats overbleef.
Kort na het jaar 1300 schonk het Sint-Janshospitaal het betreffende stuk grond op de zandige heuvel aan de Grote Gilde van de Kruisboogschutters om er een kapel te bouwen ter ere van de Heilige Maria. De stichtingslegende vertelt ons dat een godvruchtige vrouw, Beatrijs Soetkens, in 1348 een miraculeus beeld van Onze-Lieve-Vrouw per boot van Antwerpen naar Brussel bracht. Te Brussel wachtte hertog Jan III van Brabant het beeld op, zoals vandaag afgebeeld op een houten bas-reliëf aan de eerste zuil in de hoofdbeuk. Elk jaar sindsdien droegen de kruisboogschutters het beeld in processie rond de kerk, wat de oorsprong is van de prestigieuze Brusselse Ommegang stoet die elk jaar van de Zavel naar de Grote Markt trekt.
Huizen stonden opgesteld in de onmiddellijke nabijheid van de kapel en rond de poel in het midden van de Grote Zavel. In de vijftiende eeuw werd de wijk aanzienlijk uitgebreid. In 1470 gaf hertog Karel de Stoute de Rekenkamer de opdracht een straat aan te leggen tussen zijn paleis op de Koudenberg en de kerk. Bij de doop van prinses Maria volgde de stoet in 1505 niet langer het aloude traject naar de Sint-Goedelekerk, maar die naar de Onze-Lieve-Vrouw-ter-Zavel. Margaretha van Oostenrijk beoefende er haar devotionele bezigheden. In 1530 riep zij de grote Julioptocht in ‘t leven. Deze blijken van vorstelijke gunst stonden garant voor de blijvende voorspoed van de Zavelwijk en de eraan grenzende Wolweide (de huidige Wolstraat), die zich uitstrekte tot aan de helling van de Galgenberg, waar veel later het huidige Paleis van Justitie werd opgetrokken.
In 1898 brak men tijdens een grondige restauratie de gebouwen die tegen de kerk waren opgetrokken af.

### Wapengilden
Onze-Lieve-Vrouw-ter-Zavel was de kerk van de Brusselse wapengilden, die er elk een altaar hadden. Bij papegaaischietingen plaatste men de hoofdvogel op het dak. Op 15 mei 1615 slaagde aartshertogin Isabella erin hem eraf te schieten. Ze had geen gebruik gemaakt van haar recht om zich door een eliteschutter te laten vervangen.

## Bouwstijl

### Exterieur

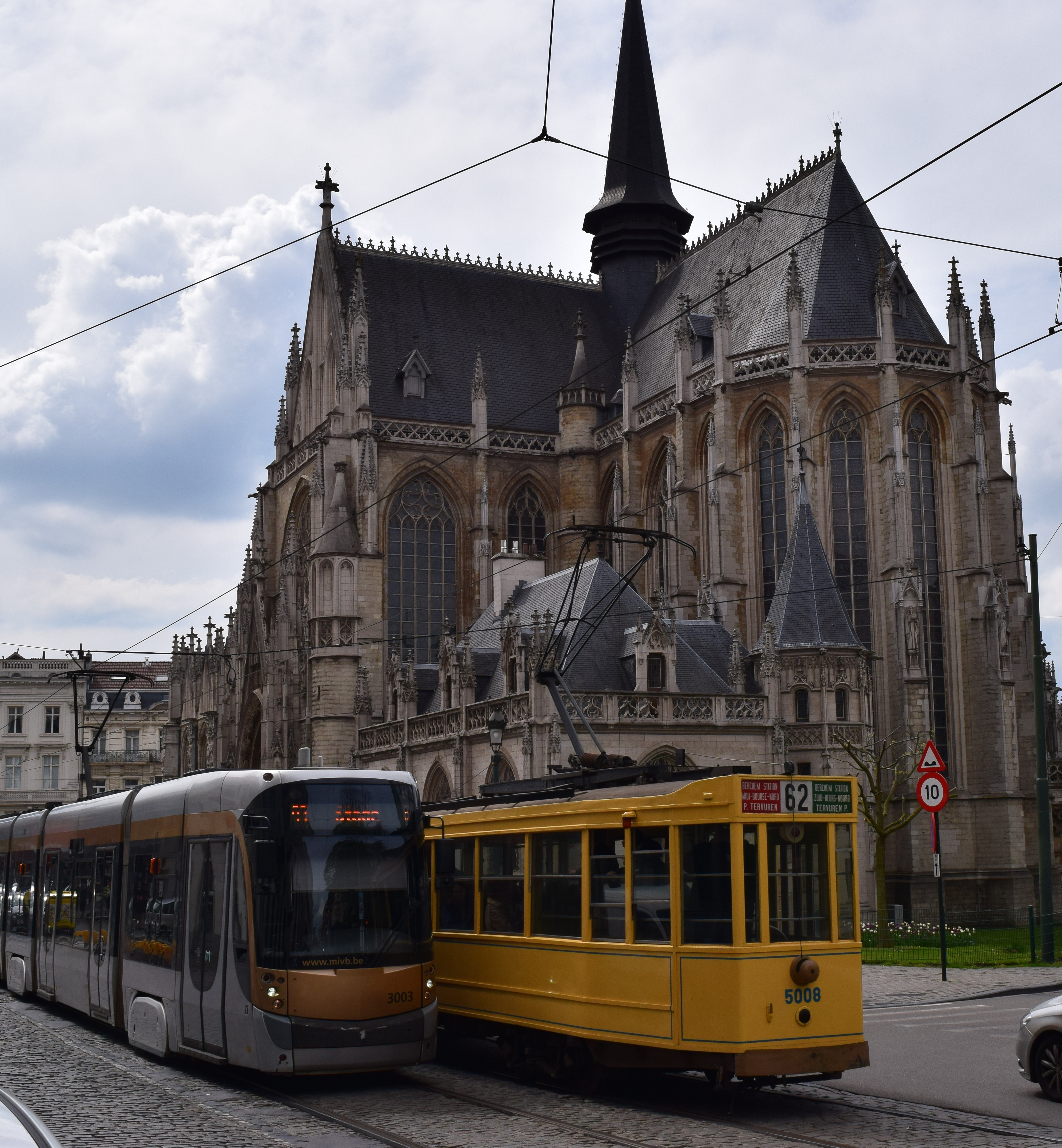
Zavelkerk vanaf de Konigsstraat met twee voorbijrijdende trams.

Men is niet helemaal zeker wie de architecten van de kerk zijn. Voor het oudste deel, het koor, denkt men aan Jan van Ruysbroeck die ook de toren van het Brusselse stadhuis ontwierp. Lodewijk van Bodegem is bijna zeker de bouwmeester van de westgevel (de hoofdingang) waar de gelijkenis met de kerk van Brou in Bourg-en-Bresse treffend is. Hij was daarnaast ook architect van het Broodhuis aan de Grote Markt, waar de Kruisboogschutters hun vergaderingen hielden ten tijde van Maria van Hongarije.
De beeldhouwwerken in de portalen van de kerk dateren meestal van de 19e of de 20e eeuw. Het zuidportaal is rijkelijk versierd met talrijke Bijbelse figuren. Het timpaan toont een Christusfiguur omringd door talrijke heiligen. Dit portaal vindt men terug op het schilderij Bruiloft van de maagd van Robert Campin in het Prado.

### Interieur

#### Middenschip

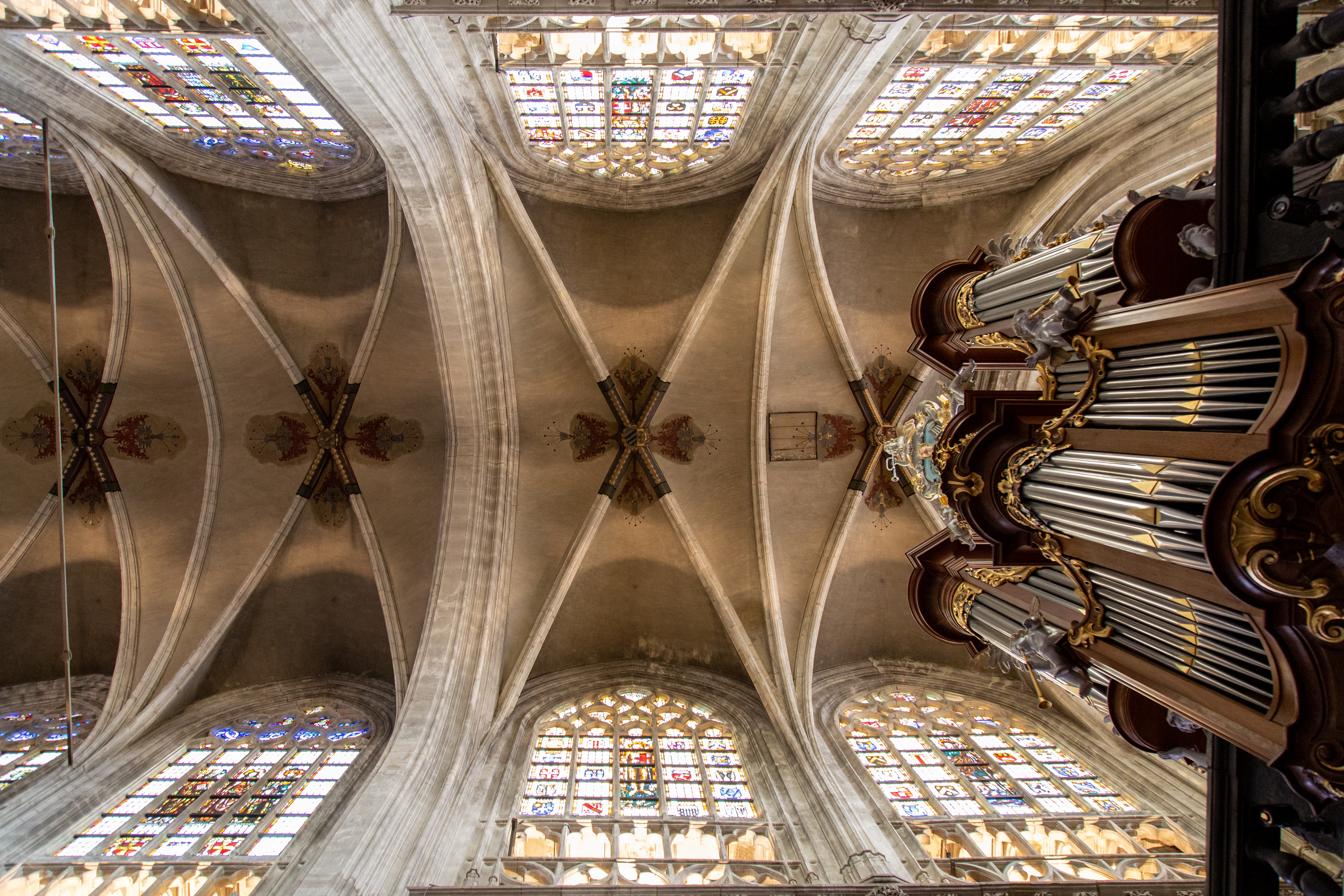
Zicht op glasramen en orgel

Men betreedt de kerk onder een Toscaanse renaissancetribune met marmeren zuilen. Het gestucadoorde gewelf is van de beroemde Jan Christiaen Hansche. Op deze tribune vindt men het orgel, in 1763 gebouwd door Jean-Baptiste Goynaut, in een orgelkast van de Brusselse meubelmaker Jean Van Gelder. Het orgel werd in 1989 herbouwd door de Luxemburgse orgelbouwer Georg Westenfelder.
In het midden van de hoofdbeuk staat een monumentale preekstoel van de Brusselse beeldsnijder Marc De Vos die steunt op de symbolen van de vier evangelisten. Tegen de zuilen van het middenschip vindt men grote beelden van de apostels van de hand van Tobias de Lelis, wiens werk men ook terugvindt in de Kathedraal van Sint-Michiel en Sint-Goedele. De bovenste glasramen van het middenschip dateren van 1947 en zijn versierd met de wapenschilden van families waarvan een lid slachtoffer was van een van beide wereldoorlogen.
Tussen twee zuilen vindt men een kleiner koororgel met 8 registers gebouwd door Rudi Jacques in 2011. In het van het prachtige houtsnijwerk vindt men een afbeelding van de boot uit de stichtingslegende van de kerk.
In het kerk hangt het schilderij Maria met kind van Abraham Janssens (Vlaamse Meesters in Situ).

#### Zijbeuken
In de zijbeuk rechts vindt men het reliekschrijn van de Heilige Wivina, een godvruchtige dame uit de 12e eeuw die de Abdij van Groot-Bijgaarden stichtte, net buiten Brussel. Tijdens de Franse Revolutie werd het klooster vernietigd en kwamen de relikwieën naar de Zavel. In dezelfde zijbeuk vindt men helemaal vooraan ook een neogotisch altaar met het miraculeuze beeld dat van Antwerpen naar de Zavel werd gebracht met de wapenschilden van de verschillende Brusselse gilden erlangs.

#### Koor

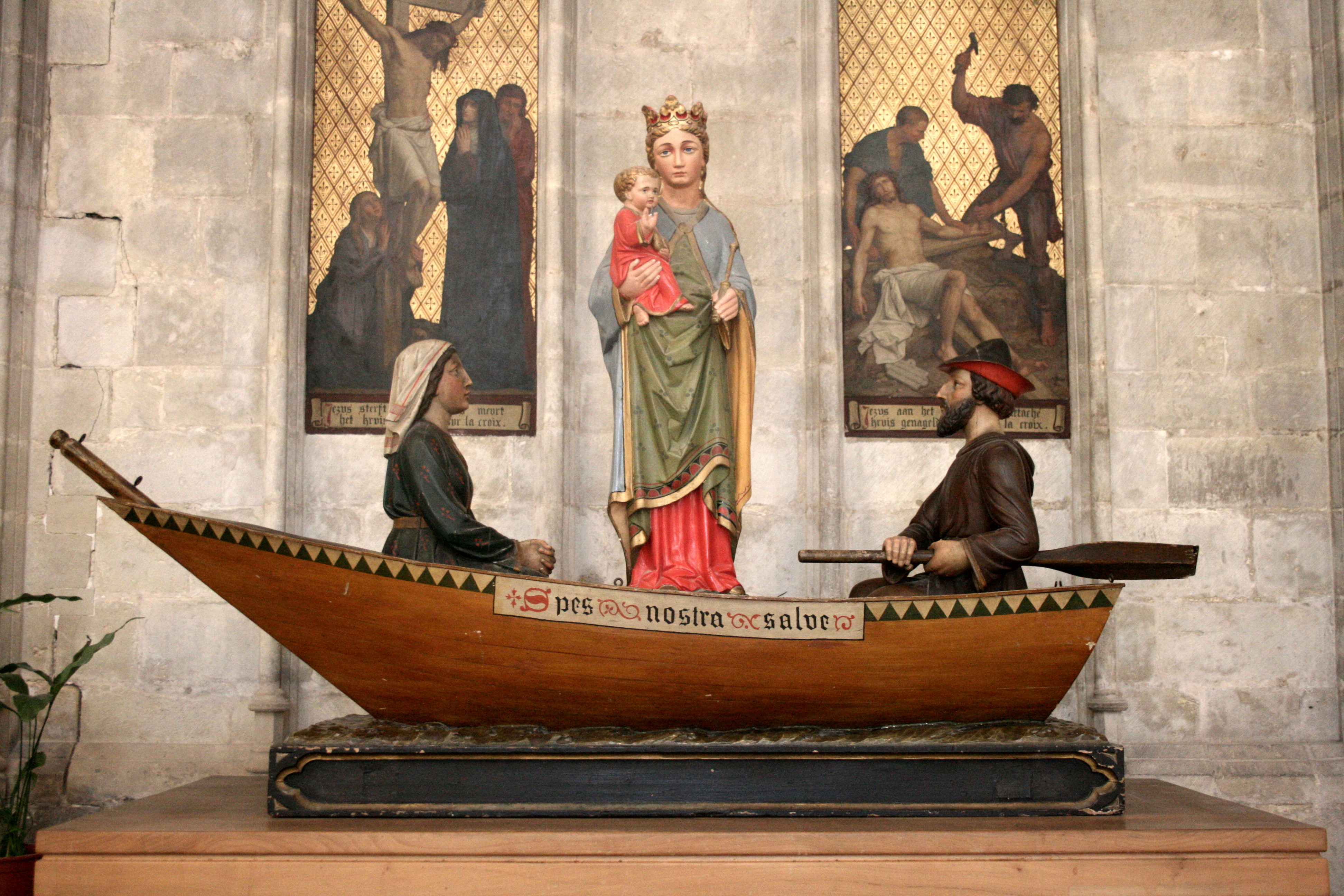
Maquette in de kerk van de boot waarmee het Mariabeeldje werd vervoerd

De bundelpijlers van het koor dragen geen kapitelen en het ontbreken van een kooromgang en straalkapellen versterkt het vertikaliserend effect. De gebrandschilderde glasramen dateren van de 20e eeuw. De eerste koorvensters links en rechts hebben betrekking tot de Ridderorde van het Heilig Graf: links de ridderslag en rechts het kapittel in 1558 te Hoogstraten.
Het volgend glasraam links toont een processie met het reliekschrijn van de Heilige Wivina en rechts de bekering van de Heilige Hubertus. De talrijke wapenschilden zijn van leden van deze verschillende verenigingen. De fresco's van het koor dateren van de 15e eeuw, maar werden grondig herwerkt tijdens de 19e-eeuws restauratie.

### Grafmonumenten

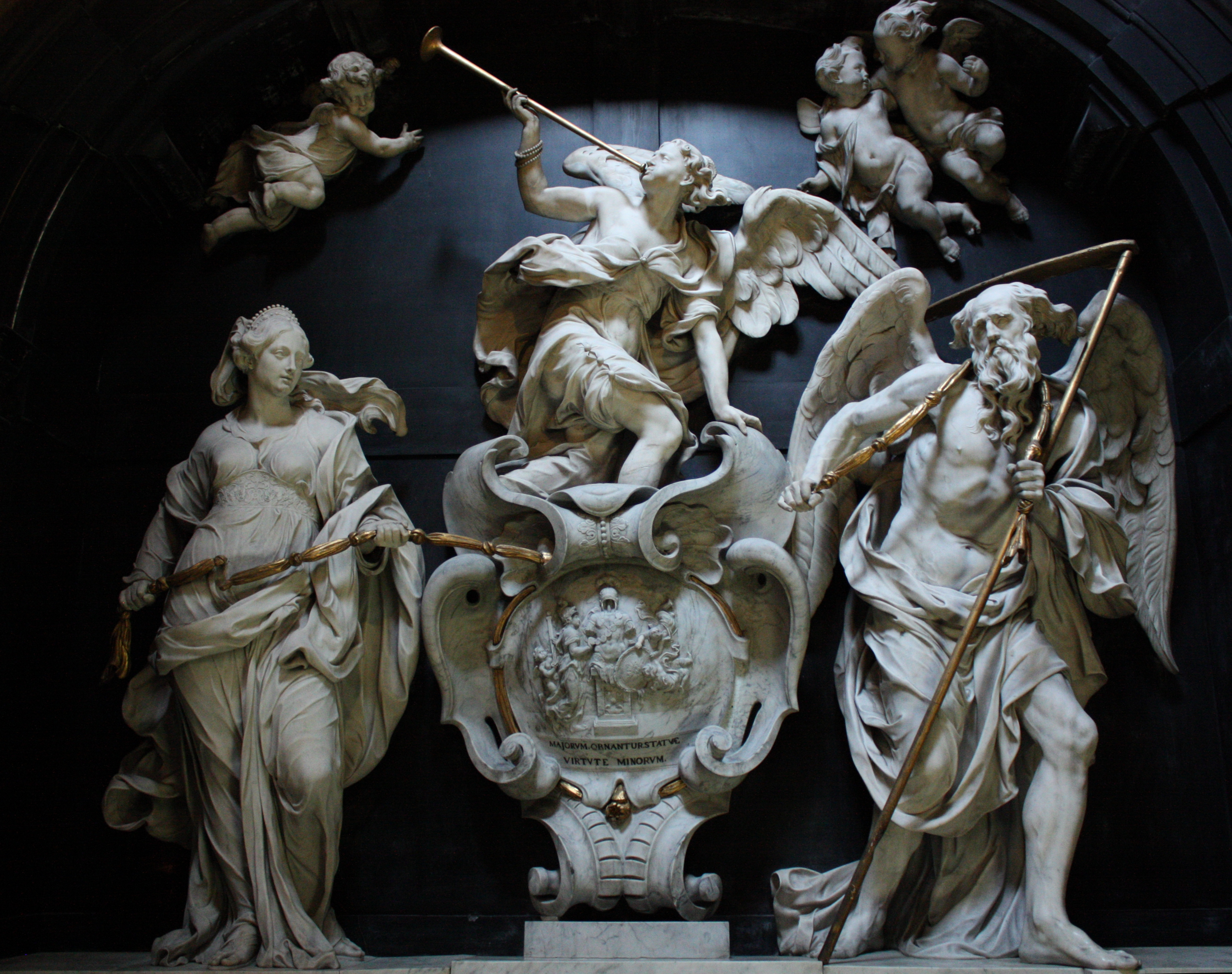
Grafmonument van Lamoraal II van Thurn en Tassis door Mattheus van Beveren.

Doorheen het middenschip kan men menig fraai grafmonument vinden. Zo vindt men aan de achterkant rechts dit van Claude Bouton, kamerling van Keizer Karel en zijn echtgenote Jacqueline de Lannoy die de overledenen in een akelige vorm vertoont. In de zijbeuk links vindt men het grafmonument in renaissancestijl van Flaminio Garnier, raadsheer van de hertog van Parma. Verder vindt men ook een marmeren monument ter glorie van de toneelschrijver en dichter Jean-Baptiste Rousseau, die te gast was bij de prinsen van Arenberg in hun paleis aan de Kleine Zavel.
Aan beide zijden van het koor vindt men ook de barokke kapellen van de familie von Thurn und Taxis, postmeesters van de Habsburgers sinds de 16de eeuw. Beide kapellen zijn in barokstijl opgetrokken met monumentale gevels. De Heilige Ursulakapel aan de linkerkant is van de hand van Lucas Faydherbe. Deze kapel uit witte en zwarte marmer is versierd met beelden van de beroemdste beeldhouwers uit die tijd: Hiëronymus Duquesnoy de Jonge, Mattheus van Beveren, Jan van Delen, Gabriël Grupello, ...

## Voetnoten
1. ↑  Thomas Buyse, "In dese dangereuse conjuncture des tyts". Sociaal kapitaal van de schuttersgilden in Gent, Antwerpen en Brussel van Beeldenstorm tot het einde van het Twaalfjarig Bestand (1566 – 1621) , Masterproef Universiteit Gent, 2013
2. ↑  Vlaamse meesters in situ